# Космічні ковбої
«Космічні ковбої» (англ. Space Cowboys) — фантастичний фільм 2000 року.

## Сюжет
У 1958 році чотирьох відважних пілотів, які повинні були першими вирушити в космос, в результаті інтриг усунули від польотів назавжди. Сорок років про них ніхто не згадував, але ось надійшло повідомлення: старий радянський супутник зв'язку може впасти на землю.

## Акторський склад
- Клінт Іствуд — Френк / Френсіс Корвін, колишній військовий льотчик, полковник, доктор філософії
  - Тобі Стівенс — молодий Френк
- Томмі Лі Джонс — Гок / Вільям Гокінс, колишній військовий льотчик, полковник
  - Ілай Крейг — молодий Гок
- Дональд Сазерленд — Джеррі О'Нілл, колишній військовий льотчик, капітан
  - Джон Меллорі Ешер — молодий Джеррі
- Джеймс Гарнер — Танк / преподобний Салліван, колишній військовий льотчик, капітан
  - Метт Макколм — молодий Танк
- Марсія Ґей Гарден — Сара Голланд
- Вільям Дівейн — Джин (Юджин) Девіс, керівник польотів
- Лорен Дін — Ітана Ґленс
- Кортні Венс — Роджер Гайнс
- Джеймс Кромвелл — Боб Герсон
- Біллі Ворлі — молодий Боб
- Раде Шербеджія — генерал Востов
- Барбара Бебкок — Барбара Корвін
- Блер Браун — лікарка Енн Карутерз
- Джей Лено — в ролі себе
- Джон Гемм — молодий пілот
- Кріс Вайлд — іменинник Джейсон
- Енн Стедман — подруга